# Samuele Cavalieri
Samuele Cavalieri (* 7. Juni 1997 in Bologna) ist ein italienischer Motorradrennfahrer.

## Statistik

### In der Superbike-Weltmeisterschaft
(Stand: Saisonende 2021)
| Saison | Team                      | Motorrad               | Rennen | Siege | Zweiter | Dritter | Poles | Schn. Runden | Punkte | Ergebnis |
| ------ | ------------------------- | ---------------------- | ------ | ----- | ------- | ------- | ----- | ------------ | ------ | -------- |
| 2019   | Motocorsa Racing          | Ducati Panigale V4 R   | 3      | –     | –       | –       | –     | –            | 6      | 25.      |
| 2020   | Barni Racing Team         | Ducati Panigale V4 R   | 6      | –     | –       | –       | –     | –            | 0      | 30.      |
| 2021   | TPR Team Pedercini Racing | Kawasaki Ninja ZX-10 R | 9      | –     | –       | –       | –     | –            | 16     | 23.      |
| 2021   | Barni Racing Team         | Ducati Panigale V4 R   | 13     | –     | –       | –       | –     | –            | 16     | 23.      |
| Gesamt | Gesamt                    | Gesamt                 | 31     | 0     | 0       | 0       | 0     | 0            | 22     |          |